# Agencja Unii Europejskiej ds. Narkotyków

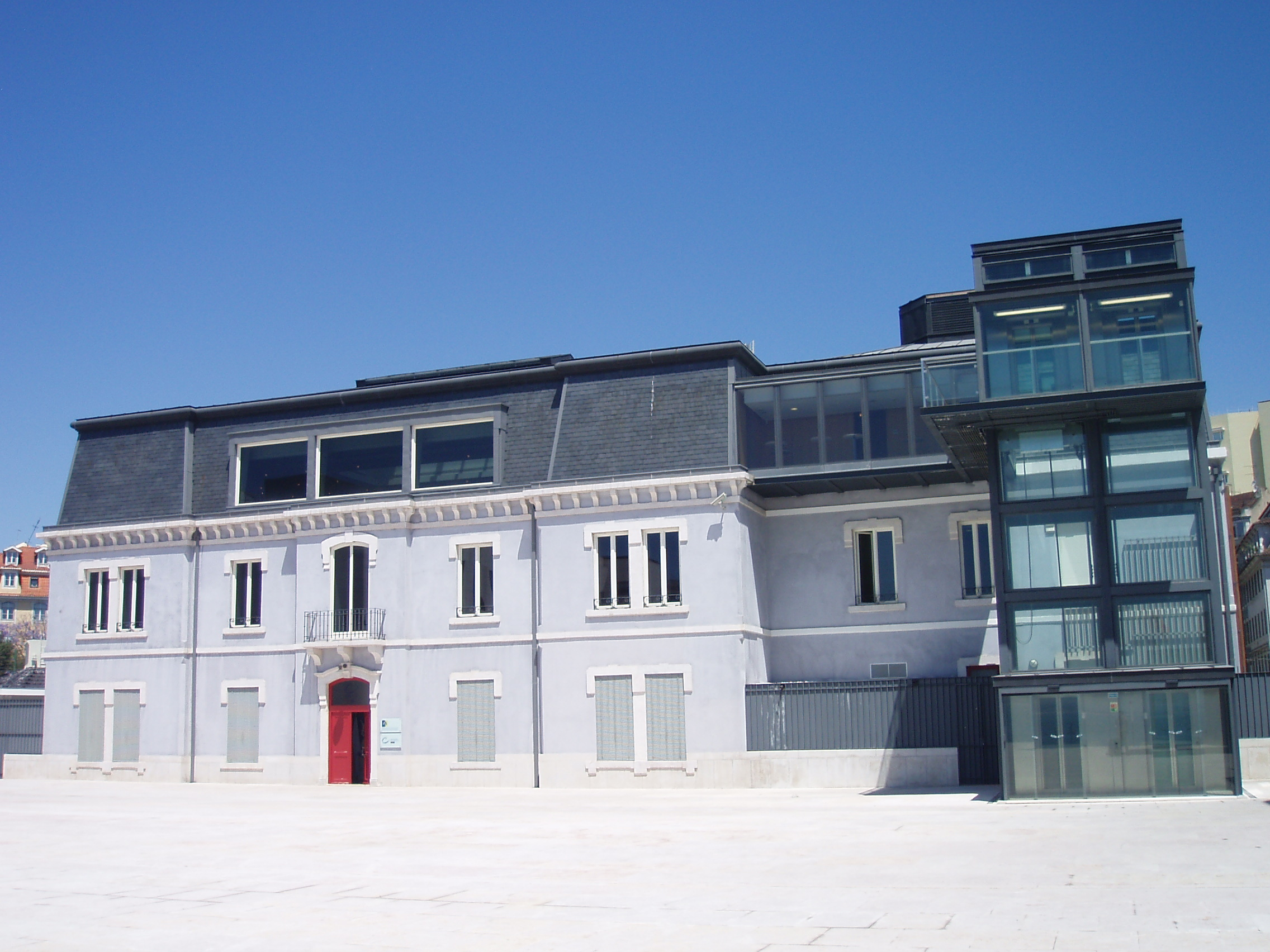
Budynek EUDA w Lizbonie

Agencja Unii Europejskiej ds. Narkotyków (ang. European Union Drugs Agency, EUDA), do 2024 r. znana jako Europejskie Centrum Monitorowania Narkotyków i Narkomanii (ang. European Monitoring Centre for Drugs and Drug Addiction, EMCDDA) – zdecentralizowana agencja Unii Europejskiej, której zadaniem jest dostarczanie UE i jej państwom członkowskim obiektywnych, rzetelnych i porównywalnych informacji o narkotykach i narkomanii. 

## Historia
Początki EUDA sięgają 1989 r., kiedy powołano CELAD (fr. Comite Europeen de Lutte Anti-Drogue) - Komitet ds. Zwalczania Narkotyków. Komitet zajmował się obserwacją europejskiego rynku narkotykowego i opracowuje strategie walki z przemytem i dystrybucją narkotyków. Na mocy TUE od 1993 CELAD razem z TREVI wchodził w skład grupy ds. współpracy policyjnej i celnej działającej w ramach Komitetu K4. 
Na mocy Rozporządzenia Rady (EWG) nr 302/93 na jego bazie zostało powołane do życia Europejskie Centrum Monitorowania Narkotyków i Narkomanii w 1993, działalność podjęło od 1995 roku.

## Organizacja
Główna siedziba agencji znajduje się w Lizbonie, ale ma również biuro w Brukseli. Agencja podlega bezpośrednio Komisji Europejskiej.
Agencja ma zarząd, w skład którego wchodzi po jednym przedstawicielu z każdego państwa członkowskiego, dwóch przedstawicieli Komisji oraz dwóch naukowców posiadających szczególną wiedzę w dziedzinie narkotyków, wyznaczanych przez Parlament Europejski na podstawie ich szczególnych kwalifikacji w tej dziedzinie. Prezes Zarządu wybierany jest na okres 3 lat. Zarząd może zapraszać na posiedzenia przedstawicieli organizacji międzynarodowych, z którymi Agencja współpracuje w charakterze obserwatorów np. ze Światowej Organizacji Zdrowia (WHO), grupy Pompidou Rady Europy (Pompidou group of the Council of Europe), UNODC, bądź z Interpolu lub Europolu.

## Działalność
Monitorowaniu przez agencję podlegają: profilaktyka, lecznictwo, skala używania narkotyków, sposoby używania narkotyków, dostępność narkotyków, problemy związane z narkotykami, przestępczość związana z narkotykami, postawy społeczne wobec narkotyków i narkomanii.
Agencja udostępnia zebrane dane publikując co roku raport.
Realizuje swoje zadania w bliskiej współpracy z krajowymi punktami referencyjnymi (Focal Points) w tzw. sieci Reitox obejmującymi instytuty naukowe i agendy rządowe zajmujące się problemami narkotyków i narkomanii na szczeblu krajowym. Współpracuje również z Norwegią, która ma status obserwatora, jak i z państwami ubiegającymi się o członkostwo w Unii.